# Chakkarat (huyện)
Chakkarat (tiếng Thái: จักราช) là một huyện (amphoe) ở phía đông của tỉnh Nakhon Ratchasima, đông bắc Thái Lan.

## Lịch sử
Năm 1927 Tha Chang village được nâng cấp thành một tiểu huyện (King Amphoe) của Mueang Nakhon Ratchasima district. Đơn vị này đã được nâng thành huyện năm 1953, đồng thời tên được đổi từ Tha Chang sang Chakkarat. Trụ sở huyện đã được dời đến Ban Talat Chakkarat năm 1964.

## Địa lý
Các huyện giáp ranh (từ phía bắc theo chiều kim đồng hồ) là Phimai và Huai Thalaeng của tỉnh Nakhon Ratchasima, Nong Hong và Nong Ki của tỉnh Buriram, Nong Bun Mak, [[Amphoe Chaloem Phra Kiat, tỉnh Nakhon Ratchasima|Chaloem Phra Kiat]] và Non Sung của Nakhon Ratchasima.
Nguồn nước chính là sông Mun.

## Hành chính
Huyện này được chia thành 8 phó huyện (tambon). Chakkarat là thị trấn (thesaban tambon) và nằm trên một phần của tambon Chakkarat.
| 1.  | Chakkarat     | จักราช    |  |
| 3.  | Thonglang     | ทองหลาง  |  |
| 4.  | Si Suk        | สีสุก      |  |
| 5.  | Nong Kham     | หนองขาม  |  |
| 7.  | Nong Phluang  | หนองพลวง |  |
| 10  | Si Lako       | ศรีละกอ   |  |
| 11. | Khlong Mueang | คลองเมือง |  |
| 12. | Hin Khon      | หินโคน    |  |

Các con số mất là tambon nay tạo thành huyện Chaloem Phra Kiat.